# Drakaea
Drakaea – rodzaj roślin z rodziny storczykowatych (Orchidaceae). Obejmuje 10 endemicznych gatunków występujących w australijskim stanie Australia Zachodnia.

## Systematyka
Rodzaj sklasyfikowany do podplemienia Drakaeinae w plemieniu Diurideae, podrodzina storczykowe (Orchidoideae), rodzina storczykowate (Orchidaceae), rząd szparagowce (Asparagales) w obrębie roślin jednoliściennych.
Wykaz gatunków
- Drakaea andrewsiae Hopper & A.P.Br.
- Drakaea concolor Hopper & A.P.Br.
- Drakaea confluens Hopper & A.P.Br.
- Drakaea elastica Lindl.
- Drakaea glyptodon Fitzg.
- Drakaea gracilis Hopper & A.P.Br.
- Drakaea isolata Hopper & A.P.Br.
- Drakaea livida J.Drumm.
- Drakaea micrantha Hopper & A.P.Br.
- Drakaea thynniphila A.S.George